# DOCSIS
Specificațiile de interfață a serviciilor de transport de date prin cablu DOCSIS (Data Over Cable Service Interface Specification) este un standard internațional dezvoltat de companiile așa ca: CableLabs, ARRIS, BigBand Networks, Broadcom, Cisco, Conexant, Correlant, Intel, Motorola, Netgear, Terayon, și Texas Instruments. DOCSIS definește cerințele de interfață a suportului de comunicație și de operare pentru transportarea datelor prin sistema de cablu. DOCSIS permite adăugarea transferului de date la viteză înaltă la un sistem de televiziune prin cablu CATV (Cable TV) deja existent. DOCSIS este implementat de mulți operatori de televiziune prin cablu pentru a oferi acces la Internet prin infrastructura lor hibridă fibră-coaxial HFC (Hybrid fibre-coaxial). Prima specificație DOCSIS era versiunea 1.0, editată în martie 1997, revizuită apoi în versiunea 1.1 în aprilie 1999. Din cauza creșterii cererii pentru serviciilor simetrice, în timp real ca IP telefonia, DOCSIS iarăși a fost revizuită pentru a spori vitezele de transmitere upstream și capacitățile serviciului de calitate QoS (Quality of Service); această revizuire – DOCSIS 2.0 a fost lansată în decembrie 2001. Recent, specificația a fost revizuită pentru a mări considerabil vitezele de transmitere (de data aceasta ambele upstream și downstream) și de a introduce suportul pentru IPv6 (Internet Protocol version 6) – această versiune, DOCSIS 3.0, a fost lansată în august 2006.
Deoarece planurile benzilor de frecvențe alocate diferă între sistemele CATV din Statele Unite și Europa, standardele DOCSIS au fost modificate pentru utilizare în Europa. Aceste modificări au fost publicate sub denumirea de „EuroDOCSIS”. Diferențel de bază se reduc la lărgimile de benzi diferite a canalelor TV; canalele de cablu europene se conformă standardelor TV PAL (Phase Alternating Line) și sunt de 8 MHz în lungime, iar canalele de cablu din America de Nord se conformă standardelor NTSC (National Television Systems Committee), care specifică 6 MHz. Lungimea de bandă în arhitectura EuroDOCSIS permite alocarea unei benzi mai largi pentru canalul de date downstream. Testarea de certificare EuroDOCSIS este executată de Excentis (formal tComLabs), pe când testarea de certificare DOCSIS este executată de CableLabs. De obicei, utilajul CPE primește „Certificare”, pe când echipamentul CMTS primește „Calificare”. Japonia folosește alte variații DOCSIS.
Sectorul de standardizare a telecomunicațiilor a Uniunii Telecomunicației Internaționale ITU-T (International Telecommunications Union Telecommunications Standardization Sector) a adoptat două versiuni DOCSIS ca standarde internaționale. DOCSIS 1.1 s-a ratificat ca Recomandările ITU-T J.112 Anexa B; ulterior, DOCSIS 2.0 s-a ratificat ca Recomandările ITU-T J.122. DOCSIS 2.0/J.122 paralel este compatibil cu DOCSIS 1.1/J.112 Anexa B.
Trebuie de menționat că pe când Recomandările ITU-T J.112 Anexa B corespund cu DOCSIS/EuroDOCSIS 1.1 Anexa A descrie sistema de modemuri de cablu Europene („DVB EuroModem”) bazată pe standardele de transmitere în ATM. Anexa C descrie o variație a DOCSIS 1.1, care e proiectat pentru operarea în sistemele de cablu japoneze. Baza Recomandărilor ITU-T J.122 corespunde DOCSIS 2.0, J.122 Anexa F corespunde EuroDOCSIS 2.0, și J.122 Anexa J descrie varianta japoneză DOCSIS 2.0 (analogic cu Anexa C din J.112).

## Trăsături
Trăsăturile DOCSIS prevăd o varietate mare de opțiuni valabile pentru nivelurile 1 și 2 ale modelului OSI, fizic (PHY) și controlul accesului media (MAC):
- Nivelul fizic:

-	Lățimea de bandă: DOCSIS 1.0/1.1 specifica lățimile de canale între 200 KHz și 3,2 MHZ. DOCSIS 2.0 specifică 6,4 MHZ, însă este compatibil și pentru benzile înguste ale lățimilor de canale;
-	Modularea: DOCSIS 1.0/1.1/2.0 specifică ca modularea amplitudinilor în cod cu 64 sau 256 de nivele (64-QAM sau 256-QAM) să fie folosită pentru modularea datelor downstream, și folosirea QPSK sau 16-QAM pentru modularea datelor upstream. DOCSIS 2.0 specifică 32-QAM, 64-QAM și 128 QAM de asemenea valabile pentru utilizarea upstream;
- Nivelul MAC: DOCSIS folosește o mixtură de metode de acces deterministe, specific TDMA pentru DOCSIS 1.0/1.1 și ambele TDMA și S-CDMA pentru DOCSIS 2.0, cu utilizare limitată a conflictelor a cerințelor lărgimii de bandă. În contradicție cu folosirea în sistemele Ethernet a CSMA/CD MAC bazată pe conflicte pure, sistemele DOCSIS întâmpină puține coliziuni. Pentru DOCSIS 1.1 și mai sus nivelul MAC mai include trăsături extensive QoS ce ajută la suport eficient pentru aplicații, de exemplu VoIP, ce are cerințe de trafic specifice așa ca latență joasă.

Toate aceste trăsături combinate permit un output upstream de 30,72 Mbps pe canal (cu toate că viteza upstream pentru DOCSIS 1.0 și 1.1 este limitată la 10,24 Mbps). Toate trei versiuni a standardului DOCSIS susține un output downstream de până la 42,88 Mbps pe canal cu 256-QAM (datorită lățimii canalului de 8 MHz, standardul EuroDOCSIS susține un output downstream de până la 57,20 Mbps pe canal). Trăsăturile DOCSIS 3.0 sunt IPv6 și legătura canalelor, care permite multiple canale upstream și downstream să fie folosite împreună în același timp de un singur abonat.

## Rata de transfer
Majoritatea modemelor de cablu DOCSIS au restricții la ratele de încărcare (upload) și descărcare (download). Acestea sunt setate prin transferul unui fișier de configurare la modem, prin protocolul TFTP (Trivial File Transfer Protocol), când modemul prima dată stabilește o conexiune la echipamentul furnizorului.
Un canal downstream poate trata sute de modemuri de cablu. Cu creșterea sistemei, CMTS poate fi modernizată cu mai multe porturi downstream și upstream. Dacă rețeaua HFC este vastă, CMTS poate fi grupată în noduri centrale pentru management eficient.
Unii utilizatori au încercat să treacă de limita lățimii de bandă și să posede acces la toată lățimea de bandă a sistemei (de obicei cam 30 Mbps), prin descărcarea fișierului propriu la modemul de cablu – proces numit uncapping (în majoritatea cazurilor este o încălcare a înțelegerii și a legii).
Tabelul 1. Frecvențele de sincronizare.
| DOCSIS | Downstream      | Upstream        |
| ------ | --------------- | --------------- |
| 1.x    | 42,88 (38) Mbps | 10,24 (9) Mbps  |
| Euro   | 57,20 (51) Mbps | 10,24 (9) Mbps  |
| 2.0    | 42,88 (38) Mbps | 30,72 (27) Mbps |
| 3.0    | +160 Mbps       | +120 Mbps       |

## Echipamentul
O arhitectură DOCSIS include două componente primare: un modem de cablu CM (Cable Modem) localizat la partea abonatului, și o sistemă terminală a modemului de cablu CMTS (Cable Modem Termination System) localizat la cap-stație CATV.
Tipic, CMTS este un dispozitiv ce găzduiește porturile downstream și upstream (funcțional este similar cu DSLAM utilizat în sistemele DSL). Pentru comunicații duplex între CMTS și CM sunt necesare două porturi fizice (spre deosebire de Ethernet, unde un port prevede comunicații duplex). Din cauza zgomotului în calea de întoarcere (upstream), porturi upstream sunt mai multe decât downstream – porturile adiționale upstream prevăd căi de compensare a liniilor ce introduc zgomot (până la DOCSIS 2.0, era nevoie de prevăzut viteze upstream mai înalte).
Înainte ca o companie de cablu să poată implementa DOCSIS 1.1 sau mai sus, ea trebuie să-și modernizeze rețeaua hibridă HFC ca să susțină o cale de returnare pentru traficul upstream. Fără o cale de returnare, vechiul standard DOCSIS 1.0 permite încă utilizarea transportului de date prin sistemele de cablu, implementând calea de returnare prin liniile telefonice obișnuite POTS (Plain Old Telephone Service). Dacă HFC este deja „în ambele căi” sau „interactivă”, șansele sunt mari ca DOCSIS 1.1 și mai sus să fie implementat.
PC-ul utilizatorului și periferiile asociate sunt definite ca echipament a părții abonatului CPE (Customer-premises equipment). Echipamentele CPE sunt conectate la modemul de cablu, care la rândul său este conectat prin rețeaua HFC la CMTS. CMTS apoi rutează traficul între HFC și Internet. Utilizând CMTS, operatorul de cablu (sau operatorii de servicii multiple MSO (Multiple Service Operators)) exercită control total asupra configurării modemului de cablu; configurarea CM este schimbată pentru a fi ajustată la variațiile condițiilor de linie și a cerințelor de deservire a abonatului.

## Securitatea
DOCSIS include servicii de securitate la nivelul MAC în specificațiile sale de interfață privată de bază BPI (Baseline Privacy Interface). DOCSIS 1.0 utiliza specificația BPI inițială. Mai târziu ea a fost îmbunătățită de specificația lansată BPI+.
Scopul specificațiilor BPI este de a descrie serviciile de securitate a nivelului MAC pentru DOCSIS CMTS la comunicațiile CM. Sarcina securității BPI este dublă:
- De a prevedea utilizatorii modemului de cablu cu date private prin rețeaua de cablu;

- Prevede operatorii serviciilor de cablu cu protejarea serviciilor; de exemplu: împiedicarea utilizatorilor neautorizați de a poseda acces la serviciile RF MAC a rețelei.

BPI are ca scop de a prevedea un nivel de securitate a datelor prin mediul partajat a rețelei de cablu la egalitate sau mai bine decât în cazul serviciilor de acces a rețelelor cu linii dedicate (modemele analogice sau DSL). Aceasta se efectuează prin criptarea fluxului de date dintre CMTS și CM.